# 19593 Юстінкох
19593 Юстінкох (19593 Justinkoh) — астероїд головного поясу, відкритий 14 липня 1999 року.
Тіссеранів параметр щодо Юпітера — 3,177.